# Castle Island (Alberta)
Castle Island est un village d'été (summer village) du Comté de Lac Sainte-Anne, situé dans la province canadienne d'Alberta.

## Démographie
En tant que localité désignée dans le recensement de 2011, Castle Island a une population de 19 habitants dans 11 de ses 20 logements, soit une variation de -13,6 % avec la population de 2006. Avec une superficie de 0,052 5 km2, village d'été possède une densité de population de 361,904 8 hab/km2 en 2011.
Concernant le recensement de 2006, Castle Island abritait 22 habitants dans 13 de ses 20 logements. Avec une superficie de 0,052 5 km2, village d'été possédait une densité de population de 419,0 hab/km2 en 2006.
| 2001 | 2006 | 2011 | 2016 |
| ---- | ---- | ---- | ---- |
| 10   | 22   | 19   | 10   |